# Anita Lasker-Wallfisch

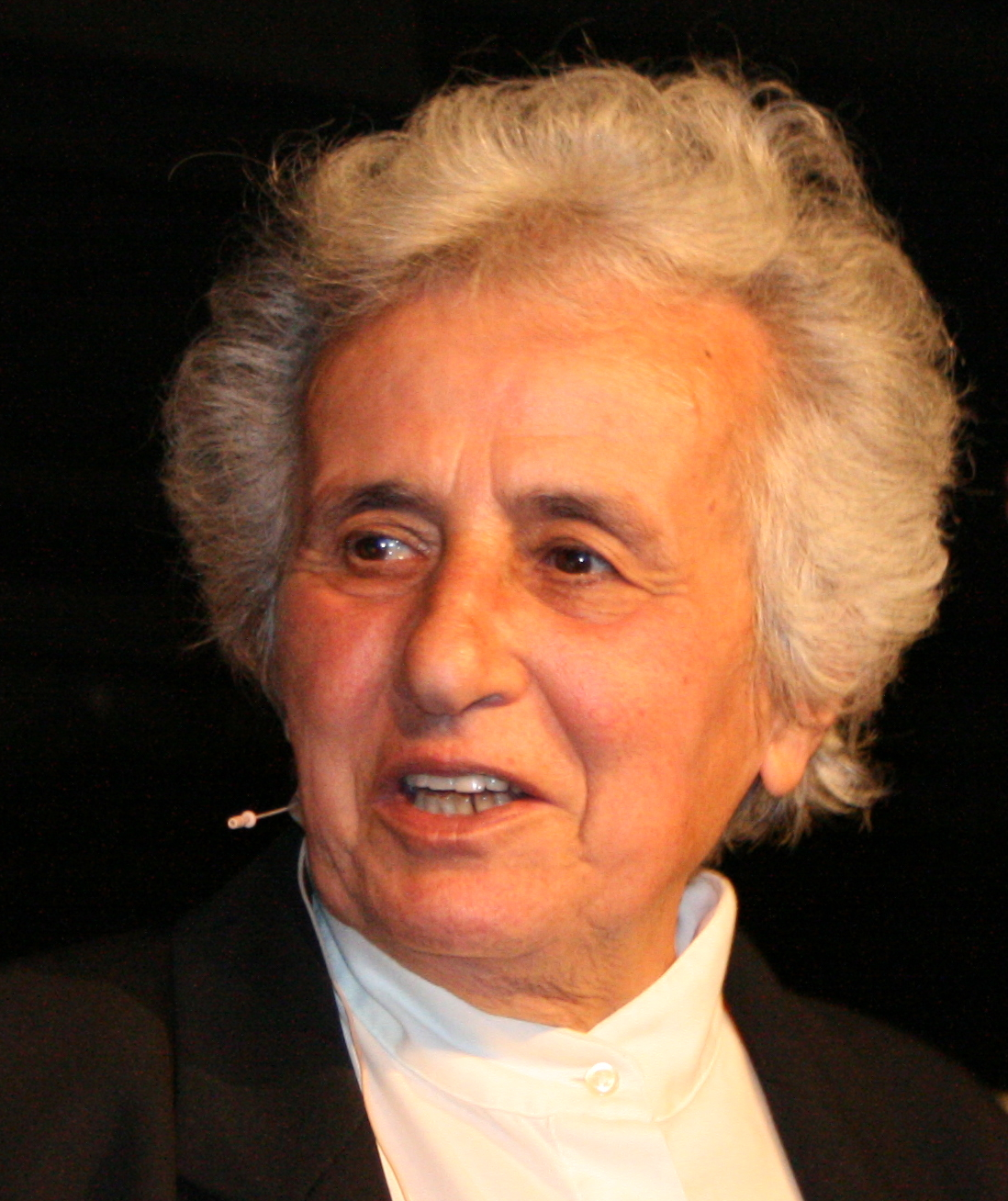
Anita Lasker-Wallfisch, 2007

Anita Lasker-Wallfisch, geb. Lasker, MBE (geb. am 17. Juli 1925 in Breslau), ist eine deutsch-britische Cellistin und wurde als KZ-Häftling gezwungen im Orchester mitzuwirken und ist nach 1945 eine der letzten bekannten Überlebenden des Mädchenorchesters im deutschen Konzentrationslager Auschwitz.

## Leben

### Familie
Anita Lasker ist die jüngste von drei Töchtern des deutschen Rechtsanwalts Alfons Lasker und dessen Ehefrau Edith (geb. Hamburger), einer Geigerin. Alfons Lasker wurde als Soldat im Ersten Weltkrieg mit dem Eisernen Kreuz ausgezeichnet.
Die Familie war deutsch-jüdischer Herkunft, assimiliert, bildungsbürgerlich und nicht religiös, laut Lasker-Wallfisch sei sie als Kind „unjüdisch aufgewachsen“. Ein Onkel Anita Laskers war der US-amerikanische Schach-Meister Edward Lasker. Anita hatte ab 1938 Cello-Unterricht bei Leo Rostal in Berlin, einem älteren Bruder von Max Rostal.

### Leben im Holocaust
Im Jahr 1939 gelang es den Eltern, die älteste Schwester Marianne als Begleiterin eines Kindertransports nach England in Sicherheit zu bringen. Die beiden jüngeren Schwestern Renate und Anita mussten in Breslau bleiben. 1942 wurden die Eltern nach Izbica deportiert und ermordet. Die Töchter kamen in ein Waisenhaus und mussten Zwangsarbeit in einer Papierfabrik leisten. Die zwei jungen Mädchen versuchten, mit Hilfe eigenhändig gefälschter Pässe sowie der Unterstützung durch Werner Krumme und dessen mit ihnen verwandter Ehefrau Ruth nach Frankreich zu entkommen, wurden aber schon am Bahnhof verhaftet und am 5. Juni 1943 wegen Urkundenfälschung (auch zugunsten französischer Kriegsgefangener, wofür sie nach dem Krieg mit der Médaille de la Reconnaissance française ausgezeichnet wurden) zu Zuchthausstrafen verurteilt.

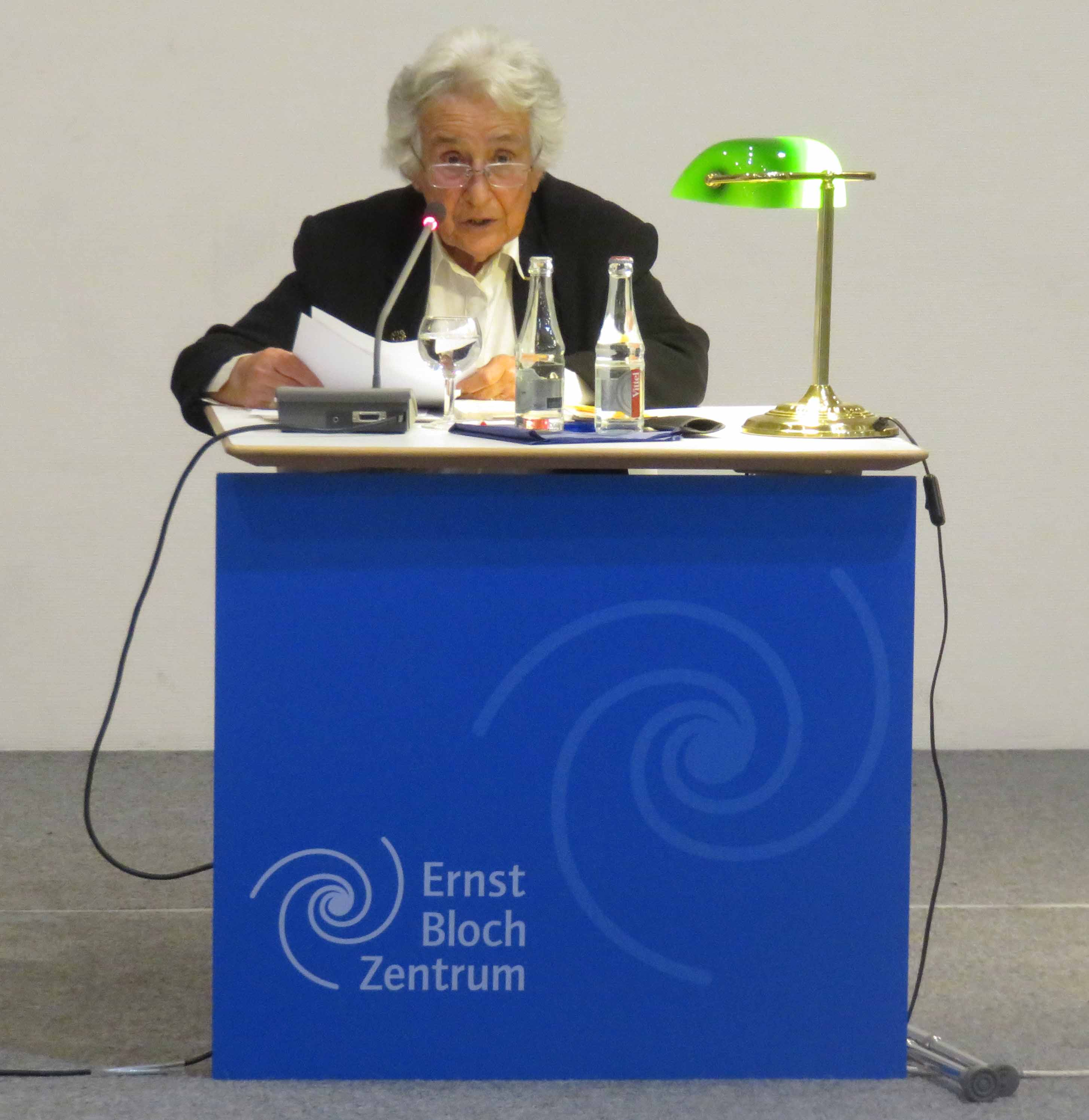
Anita Lasker-Wallfisch auf einer Lesung im Ernst-Bloch-Zentrum in Ludwigshafen am Rhein (2018)

Anita wurde im Dezember 1943 nach Auschwitz deportiert. Als verurteilte Kriminelle war sie ein Karteihäftling, wurde mit einem Gefangenentransport in das Lager gebracht und entging so der bei Sammeltransporten mit Juden üblichen Massenselektion, bei der die meisten sofort in die Gaskammern geschickt und dort ermordet wurden. Sie bekam die Häftlingsnummer 69388. Unmittelbar nach ihrer Ankunft wurde im Lager bekannt, dass sie Cello spielen konnte. Man gab ihr ein mit nur drei Saiten bestücktes Instrument und ließ sie in dem bis dahin nur aus Violinisten und Mandolinenspielern bestehenden Häftlingsorchester unter der Leitung von Alma Rosé mitspielen. Nach ihrer Befreiung gab sie zu Protokoll:

„Als 1944 Tausende von ungarischen Juden in das Lager gebracht wurden und aufgereiht standen, um in die Gaskammern geführt zu werden, mussten wir auch diesen Unglücklichen etwas vorspielen.“

Später wurde auch Anitas ältere Schwester Renate nach Auschwitz deportiert. Die Schwestern fanden einander und überlebten trotz einer Typhus-Infektion die Haft. Im November 1944 wurden sie ins Konzentrationslager Bergen-Belsen transportiert, wo die Zustände wesentlich schlechter waren. Das Lager war drastisch überbelegt, es kam zu zahlreichen Todesfällen wegen Unterernährung. Anita Lasker sah auch Fälle von Kannibalismus. In dem Lager war sie in einer Gruppe von elf Musikerinnen des ehemaligen Auschwitz-Orchesters.
Am 15. April 1945 befreiten britische Truppen das Lager. Einen Tag später berichtete sie im Londoner Rundfunk von ihrem Schicksal und dem Grauen, das sie in verschiedenen Konzentrationslagern durchstehen musste.
Sie war Zeugin im Bergen-Belsen-Prozess, der Mitte November 1945 endete. Sie sagte am 2. Oktober 1945 aus, „daß das Lagerorchester, zu dessen Teilnehmern sie gehörte, gezwungen wurde, am Eingang des Lagers von Auschwitz beim Eintreffen der für die Gaskammer bestimmten Menschentransporte aufzuspielen“. Über Johanna Bormann berichtete sie: „Alle hatten guten Grund, sich vor ihr zu fürchten.“ An Irma Grese erinnerte sie sich, dass sie „in Auschwitz einen Revolver und in Belsen eine Peitsche“ trug. Über die Aufseherin Gertrud Fiest konnte sie berichten, dass „diese besonders verhungerten Internierten, welche Rüben gestohlen hatten, im Schnee niederzuknien befahl und sie prügelte“.

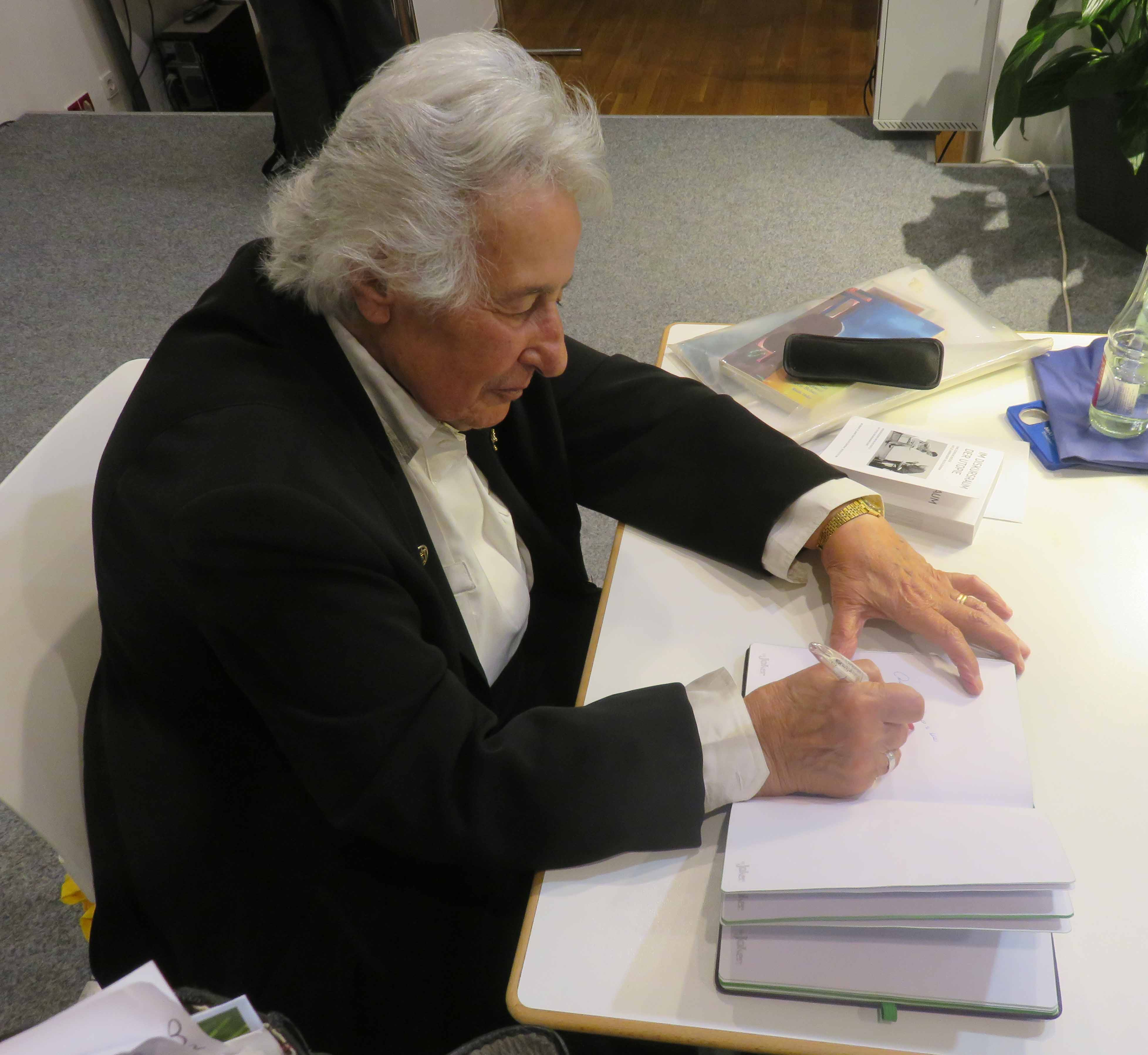
Anita Lasker-Wallfisch in Ludwigshafen am Rhein (2018)

### Weiteres Leben
Anita Lasker gelang es, zunächst nach Belgien und 1946 nach Großbritannien auszuwandern. Sie wurde Mitbegründerin des Londoner English Chamber Orchestra und spielte dort bis um die Jahrtausendwende als Cellistin. 
Lasker heiratete den Pianisten Peter Wallfisch (1924–1993), der ebenfalls aus Breslau stammte und als Professor am Royal College of Music in London lehrte. Seitdem trägt sie den Familiennamen Lasker-Wallfisch. Aus der Ehe gingen der Sohn Raphael Wallfisch (* 1953), ein bekannter Cellist, und die Tochter Maya Lasker-Wallfisch (geb. 1958) hervor. Auch ihre Enkel Benjamin, Joanna und Simon Wallfisch sind Musiker.
Heute lebt Anita Lasker-Wallfisch in London.

### Engagement als Zeitzeugin
1994 besuchte Anita Lasker-Wallfisch zum ersten Mal seit ihrer Emigration wieder Deutschland. In den folgenden Jahren unternahm sie viele Vortragsreisen und besuchte immer wieder Deutschland, wo sie insbesondere an Schulen von ihrem Schicksal und dem anderer Opfer des Nationalsozialismus und des Holocaust berichtete.
Wiederholt erzählte sie ihre Lebensgeschichte in Oral-History-Interviews, so 1998 für das Visual History Archive und 2006 für das Online-Archiv Zwangsarbeit 1939–1945. Auf diesem im Jahr 2006 geführten Interview basiert der Kurzfilm Anita Lasker-Wallfisch. Musikerin – Jüdin – Überlebende in der Online-Anwendung Lernen mit Interviews: Zwangsarbeit 1939–1945.
In dem im Jahre 2014 ausgestrahlten Dokumentationsfilm Night will fall – Hitchcocks Lehrfilm für die Deutschen berichtete sie über ihre Erlebnisse im KZ Bergen-Belsen. Sie war eine der Überlebenden von Bergen-Belsen, die beim Staatsbesuch Königin Elisabeths II. im Juni 2015 auf dem Gelände des ehemaligen Konzentrationslagers eingeladen waren. Ihr mit Löchern übersäter roter Pullover, den Lasker-Wallfisch im KZ gegen viel Brot eingetauscht hatte und bis zur Befreiung des Lagers immer so trug, dass die Aufseher ihn nicht sehen konnten – es war verboten, wärmende Angora-Wolle zu tragen –, ist in der Ausstellung des Londoner Imperial War Museums zu sehen.
Im Januar 2018 hielt Anita Lasker-Wallfisch anlässlich des Gedenktages für die Opfer des Nationalsozialismus eine Rede im deutschen Bundestag zum Thema Antisemitismus. Sie sprach dabei unter anderem darüber, dass es weder Entschuldigungen noch Erklärungen für die grauenhaften Verbrechen dieser Zeit gebe. Im September 2019 wurde sie von Bundespräsident Frank-Walter Steinmeier „für ihren Einsatz gegen Judenhass und Ausgrenzung“ mit dem Deutschen Nationalpreis ausgezeichnet.
2020 hielt Anita Lasker-Wallfisch bei den Salzburger Festspielen eine emotionale Rede über das Jahrhundert und erzählte, wie ihr die Musik durch den Krieg und später zurück ins Leben half. Im gleichen Jahr wurde sie von Bundespräsident Steinmeier mit dem Verdienstkreuz 1. Klasse des Verdienstordens der Bundesrepublik Deutschland ausgezeichnet.
In der Dokumentation Musik im Dritten Reich – Der Maestro und die Cellistin von Auschwitz erzählt Anita Lasker nochmals ausgiebig ihre Geschichte im Kontrast zu dem von den Nazis gefeierten Wilhelm Furtwängler.
2024 war sie auch in Daniela Völkers Dokumentarfilm Der Schatten des Kommandanten zu sehen, in dem sie zusammen mit ihrer Tochter Maya Lasker-Wallfisch den 87-jährigen Hans Jürgen Höss und seinen Sohn Kai Höss (Sohn bzw. Enkel von Rudolf Höß, dem Kommandanten des KZ Auschwitz) zu einem persönlichen Gespräch bei sich zu Hause empfängt.

## Ehrungen
- 2016: Preis für Verständigung und Toleranz, Preisgeber ist das Jüdische Museum Berlin
- 2018: Verdienstorden des Landes Nordrhein-Westfalen[21]
- 2019: Deutscher Nationalpreis
- 2019: Ehrendoktorat der Universität Innsbruck[22]
- 2020: Verdienstkreuz 1. Klasse des Verdienstordens der Bundesrepublik Deutschland

## Werke
- Ihr sollt die Wahrheit erben. Die Cellistin von Auschwitz. Erinnerungen. Rowohlt, Reinbek 2000, ISBN 3-499-22670-7 (zuerst Bonn, Weidle Verlag 1997, ISBN 3-931135-26-8).
- Man hofft, solange man atmet. In: Martin Doerry (Hrsg.): Nirgendwo und überall zu Haus. Gespräche mit Überlebenden des Holocaust. DVA, München 2006, ISBN 3-421-04207-1 (auch als CD), S. 160–171.
- Vorwort zu: Richard Newman, Karen Kirtley: Alma Rosé. Wien 1906 – Auschwitz 1944. Eine Biographie. Weidle Verlag, Bonn 2003, ISBN 978-3-931135-66-9.

## Lieder über sie
- Die Band Janus widmete ihr ein Lied mit dem Namen Anita spielt Cello, das sie auf dem Album Nachtmahr im Jahr 2005 veröffentlichte. Hier wird ihre Geschichte so dargestellt, dass sie für den Teufel (die Wachen des KZ) spielen muss. Sie wendet sich beschämt an Gott und betet ums Überleben.
- Hanne Kah schrieb inspiriert von Lasker-Wallfischs Rede im Bundestag im Januar 2018 den Song 100 People. Der Song ist auf dem am 10. Mai 2019 bei kosmopolit records erschienenen Album „Y“.[23]

## Porträt
- Anlässlich des National Holocaust Memorial Day 2022 gab Prinz Charles den Auftrag, sieben Holocaust-Überlebende malen zu lassen, um ihr Leben und ihren Einsatz als Zeitzeugen zu würdigen. Eine der sieben Porträtierten ist Anita Lasker-Wallfisch. Ihr Bildnis wurde von Peter Kuhfeld geschaffen.[24]

## Filme
- In dem Film Wir sind Juden aus Breslau (2016) von Karin Kaper und Dirk Szuszies kommen Anita Lasker-Wallfisch und ihre Schwester Renate Lasker-Harpprecht ausführlich als Zeitzeuginnen zu Wort.
- 2010: Musik in den Adern. Die Familie Wallfisch, Regie: Mark Kidel; ausgestrahlt von arte am 23. August 2010, 22.10 Uhr[25]
- Lebensgeschichtliches Video-Interview (2006) im Interviewarchiv „Zwangsarbeit 1939-1945“, Interview za072
- Biografischer Film und Bildungsmaterial in der Online-Anwendung Lernen mit Interviews: Zeugen der Shoah
- Klassik unterm Hakenkreuz – Der Maestro und die Cellistin von Auschwitz. Dokumentarfilm, Deutschland 2022, 95 Min. Ein Film von Christian Berger. 3B-Produktion im Auftrag der Deutschen Welle. Über Wilhelm Furtwängler und Anita Lasker-Wallfisch. Mit Kathrin Ackermann, Daniel Barenboim, Norman Lebrecht, Christian Thielemann, Simon Wallfisch u. a. m.[26]
- Im Film The Commandant's Shadow (Der Schatten des Kommandanten) (2024) treffen Anita Lasker-Wallfisch und ihre Tochter Maya mit Hans-Jürgen und Kai Höss, dem Sohn und dem Enkel des Lagerkommandanten von Auschwitz, Rudolf Höß, zusammen. Autorin und Regisseurin des Films ist Daniela Völker.

## Tonträger
- Testament – Music in Auschwitz. Our World (H'ART) 2004 – Musik gespielt von Anita Lasker-Wallfisch mit Texten und Interviewsequenzen (englisch)
- Oral History, Interview with Anita Lasker-Wallfisch (1991, 90 min) aus der Sammlung des United States Holocaust Memorial Museum, Washington, D.C.
- Radioansprache von Anita Lasker nach ihrer Befreiung aus Bergen-Belsen, 16. April 1945